# Wilhelm Strand
Wilhelm Strand (27 agosto 1892 – 21 settembre 1975) è stato un calciatore norvegese, di ruolo centrocampista.

## Carriera

### Club
Strand giocò con la maglia del Kvik Halden.

### Nazionale
Conta una presenza per la Norvegia. Il 25 giugno 1916, infatti, fu in campo nella sconfitta per 0-2 contro la Danimarca.